# Данилов, Константин Валерьевич
Константин Валерьевич Данилов (род. 8 декабря 1986 года) — российский пауэрлифтер.

## Карьера
Тренируется в городе Тулун (Иркутская область), тренеры — Жданов Н. М., Деханов А. С., представляет Вооружённые силы, окончил Тулунский совхоз-техникум и Братский государственный университет. В 15-летнем возрасте стал чемпионом Иркутской области среди взрослых. В 2002 году стал чемпионом России среди юношей. В 2003 году стал чемпионом России среди юниоров, чемпионом мира среди юношей. Но самой большой победой 2003 года стало золото чемпионата мира среди юношей.
В 2004 году побеждает на чемпионате России среди юниоров, чемпионатом Европы среди юниоров и чемпионом мира среди юношей.
В 2005 году стал чемпионом России и Европы среди юниоров.
2006 год приносит Константину золото юниорских чемпионов России и Европы.
В 2007 году завоёвывает серебро взрослого чемпионата России в категории до 60 кг.
В 2008 году снова становится вице-чемпионом России.
С чемпионата мира 2009 года привозит серебро, его сумма — 717,5 кг.
В 2010 году становится чемпионом России и чемпионом Европы.
В 2012 году завоевал серебро чемпионата России, золото чемпионата Европы и бронзу чемпионата мира.
В 2013 году стал чемпионом мира в категории до 66 кг, а на Всемирных играх в Кали занял 4-е место.
В 2014 года становится чемпионом России по силовому троеборью и по жиму лёжа. В ноябре 2014 года становится чемпионом мира.
В 2015 году завоёвывает золото чемпионата России. А в ноябре 2015 года завоёвывает золото чемпионата мира.